# 克鲁瓦
克鲁瓦（法語：Croix，法語發音：[kʁwa] ⓘ）是法国上法蘭西大區北部省的一个市镇，属于里尔区和里尔欧洲都会区。欧尚总部位于克鲁瓦。

## 地理
克鲁瓦（50°40'29"N, 3°9'14"E）面积4.44 平方千米，位于法国上法蘭西大區北部省，该省份为法国最北部的省份及最长的省份，西北濒北海，西接加来海峡省，南至埃纳省和索姆省，东与比利时接壤。
与克鲁瓦接壤的市镇（或旧市镇、城区）包括：圖爾寬、瓦斯卡勒、阿斯克新城、埃姆、鲁贝。
克鲁瓦的时区为UTC+01:00、UTC+02:00（夏令时）。

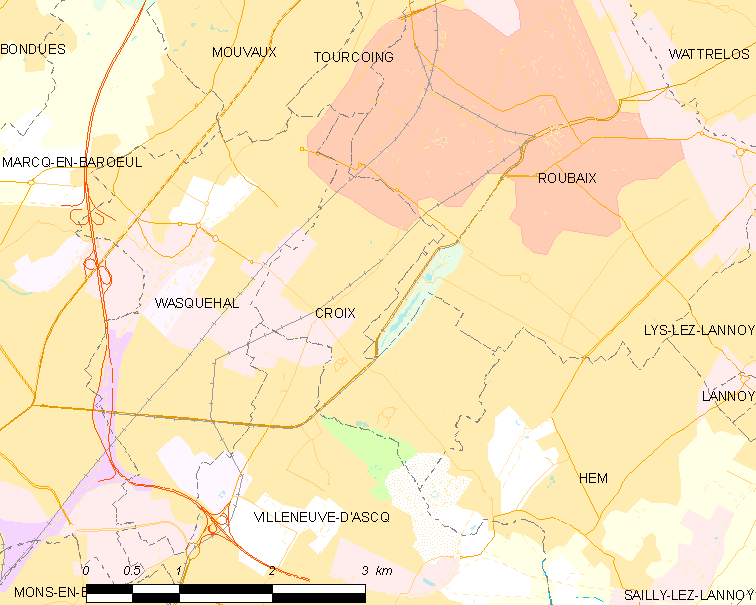
克鲁瓦的OSM定位图

## 行政
克鲁瓦的邮政编码为59170，INSEE市镇编码为59163。

## 政治
克鲁瓦所属的省级选区为克鲁瓦县。

## 人口

1962-2008年间克鲁瓦人口变化图示

克鲁瓦于2022年1月1日时的人口数量为20956人。